# Dekanat bądkowski
Dekanat bądkowski – jeden z 33 dekanatów rzymskokatolickiej diecezji włocławskiej.
W skład dekanatu wchodzą następujące parafie:
- parafia św. Mateusza Apostoła w Bądkowie
- parafia św. Prokopa w Konecku
- parafia św. Wawrzyńca w Kościelnej Wsi
- parafia NMP Częstochowskiej w Lekarzewicach
- parafia św. Krzyża w Łowiczku
- parafia Opieki Matki Bożej w Osięcinach
  - sanktuarium Męczenników Eucharystii i Jedności Kapłańskiej
- parafia św. Jakuba Apostoła w Siniarzewie

Dziekan
- ks. kan. Jan Radaszewski - proboszcz parafii Koneck

Wicedziekan
- ks. kan. Antoni Tabak - proboszcz parafii Bądkowo